# خفية أبو قلقل
خفية أبو قلقل قرية سوريّة تتبع إداريّاً لمحافظة حلب منطقة منبج ناحية أبو قلقل، بلغ تعداد سكانها 523 نسمة حسب التعداد السكاني لعام 2004.